# Roberts-Piedmont-Gletscher
Der Roberts-Piedmont-Gletscher ist ein 30 km langer und 25 km breiter Vorlandgletscher im Nordosten der westantarktischen Alexander-I.-Insel. Er liegt nördlich und nordwestlich des Mount Calais.
Teilnehmer der Fünften Französischen Antarktisexpedition (1908–1910) unter der Leitung des französischen Polarforschers Jean-Baptiste Charcot sichteten ihn erstmals und nahmen eine grobe Kartierung vor. Luftaufnahmen vom 15. August 1936 der British Graham Land Expedition (1934–1937) unter der Leitung des australischen Polarforschers John Rymill dienten einer weiteren Kartierung. Das UK Antarctic Place-Names Committee benannte ihn im Jahr 1955. Namensgeber ist der britische Ornithologe Brian Birley Roberts (1913–1978), ein Teilnehmer der British Graham Land Expedition und Sekretär des UK Antarctic Place-Names Committee von 1945 bis 1974.